# Jesus College Boat Club
Le Jesus College Boat Club est le club d'aviron du Jesus College, l'une des facultés de l'Université d'Oxford, en Angleterre. Il a été fondé en 1835, mais la pratique de l'aviron au sein du Jesus College est antérieure à cette date : Des résultats de compétitions d'aviron inter-universitaires datant de 1815 montrent qu'une équipe du Jesus College avait affronté une équipe du Brasenose College.
Dans l'histoire de l'aviron au sein de l'Université d'Oxford, le Jesus College est l'un des premiers établissements à participer à des compétitions sportives inter-universitaires dans cette discipline. Cependant, ni l'équipe masculine, ni l'équipe féminine de huit n'ont remporté le titre de « Head of the River », qui s'obtient en remportant les « Eight Weeks » d'Oxford, une compétition d'aviron annuelle inter-universitaire organisée par l'Université d'Oxford.

## Sources
- (en) Cet article est partiellement ou en totalité issu de l’article de Wikipédia en anglais intitulé « Jesus College Boat Club (Oxford) » (voir la liste des auteurs).